# Управление по связям с общественностью и межправительственным отношениям
Управление по привлечению общественности и межправительственным отношениям (англ. Office of Public Engagement and Intergovernmental Affairs) — бывшее подразделение Офиса Белого дома. В 2017 году, после инаугурации президента США Дональда Трампа, было расформировано и разделено на два отдельных управления: Управление по межправительственным отношениям (англ. Office of Intergovernmental Affairs) и Управление по связям с общественностью (англ. Office of Public Liaison).
В январе 2017 года президент США Дональд Трамп объявил о своём намерении назначить Энтони Скарамуччи директором данного Управления, однако в итоге в марте эту должность занял Джордж Сифакис. Со сменой главы аппарата Белого дома данный пост как исполняющий обязанности в августе этого же года занял Джон Дестефано.
Цель Управления по связям с общественностью состоит в поддержании контактов и взаимодействия с различными группами интересов. При Ричарде Никсоне данную функцию исполнял Чарльз Колсон. В 1974 году Джеральд Форд формализовал эту службу, предоставив мандат Уильяму Баруди, бывшему директору Управления в администрации Никсона, с тем, чтобы тот превратил его в инструмент создания образа по-настоящему открытой администрации (в отличие от таковой Никсона) и для обеспечения своего избрания на президентских выборах 1976 года.

## Функции
Управление по привлечению общественности позволяло обычным американским гражданам быть услышанными администрацией президента. Кроме прочего в его задачи также входила координация встреч членов администрации с представителями общественности.
Управление по межправительственным отношениям тесно взаимодействует с государственными должностными лицами, в том числе местного уровня, избранными гражданами США, обеспечивая эффективную работу правительства.

## Ключевой персонал
Помощник президента и директор по связям с общественностью и межправительственным отношениям: Джастин Кларк.
- Помощник президента и директор по коммуникациям Управления по привлечению общественности и межправительственным отношениям: вакантна.
- Заместитель помощника президента и заместитель директора Управления по привлечению общественности: Стивен Манистери.
- Специальный помощник президента и заместитель директора Управления по привлечению общественности: Дженнифер Корн.

## Список помощников
| Директор                               | Партия          | Начало срока     | Конец срока     | Президент          |
| -------------------------------------- | --------------- | ---------------- | --------------- | ------------------ |
| Чарльз Колсон                          | Республиканская | 9 июля 1970      | 10 марта 1973   | Ричард Никсон      |
| Уильям Баруди                          | Республиканская | 10 марта 1973    | 20 января 1977  | Ричард Никсон      |
| Уильям Баруди                          | Республиканская | 10 марта 1973    | 20 января 1977  | Ричард Никсон      |
| Уильям Баруди                          | Республиканская | 10 марта 1973    | 20 января 1977  | Джеральд Форд      |
| Мидж Костанца                          | Демократическая | 20 января 1977   | 1 сентября 1978 | Джимми Картер      |
| Энн Векслер                            | Демократическая | 1 сентября 1978  | 20 января 1981  | Джимми Картер      |
| Элизабет Доул                          | Республиканская | 20 января 1981   | 7 февраля 1983  | Рональд Рейган     |
| Фэйт Уиттлси                           | Республиканская | 3 марта 1983     | 19 марта 1985   | Рональд Рейган     |
| Линда Чавес                            | Республиканская | 8 апреля 1985    | 4 февраля 1986  | Рональд Рейган     |
| Мари Масенг                            | Республиканская | 12 мая 1986      | июль 1987       | Рональд Рейган     |
| Ребекка Рейндж                         | Республиканская | 2 сентября 1987  | 20 января 1989  | Рональд Рейган     |
| Бобби Килберг                          | Республиканская | 20 января 1989   | 6 апреля 1992   | Джордж Буш-старший |
| Сесиль Кремер                          | Республиканская | 6 апреля 1992    | 20 января 1993  | Джордж Буш-старший |
| Алексис Херман                         | Демократическая | 20 января 1993   | 7 февраля 1997  | Билл Клинтон       |
| Мария Эчавесте                         | Демократическая | 7 февраля 1997   | 29 июня 1998    | Билл Клинтон       |
| Миньон Мур                             | Демократическая | 29 июня 1998     | 5 февраля 1999  | Билл Клинтон       |
| Мэри Бет Кэхилл                        | Демократическая | 5 февраля 1999   | 20 января 2001  | Билл Клинтон       |
| Лезли Уэстин                           | Республиканская | 20 января 2001   | 25 мая 2005     | Джордж Буш-младший |
| Ронда Кинам                            | Республиканская | 25 мая 2005      | 20 марта 2007   | Джордж Буш-младший |
| Джули Крам                             | Республиканская | 20 марта 2007    | 20 января 2009  | Джордж Буш-младший |
| Валери Джарретт                        | Демократическая | 20 января 2009   | 20 января 2017  | Барак Обама        |
| Джордж Сифакис                         | Республиканская | 6 марта 2017     | 18 августа 2017 | Дональд Трамп      |
| Джон Дестефано                         | Республиканская | 25 сентября 2017 | 18 марта 2018   | Дональд Трамп      |
| Джастин Кларк                          | Республиканская | 18 марта 2018    | 7 декабря 2018  | Дональд Трамп      |
| Стив Манистери Исполняющий обязанности | Республиканская | 7 декабря 2018   | 2 февраля 2019  | Дональд Трамп      |
| Тимоти Патаки                          | Республиканская | 2 февраля 2019   | 20 января 2021  | Дональд Трамп      |
| Седрик Ричмонд                         | Демократическая | 20 января 2021   | Июнь 2022       | Джо Байден         |
| Киша Лэнс-Боттомс                      | Демократическая | Июнь 2022        | наст. время     | Джо Байден         |